# Нордхольц (Куксхафен)
Нордхольц (нем. Nordholz) — населённый пункт в Германии, земля Нижняя Саксония, район Куксхафен, община Вурстер-Нордзекюсте. Является самой большой по площади частью общины. До 2015 года был самостоятельной общиной, в 2015 году был объединён с союзом общин Ланд-Вурстен в новую общину Вурстер-Нордзекюсте.
Население составляет 7248 человек (на 2017 год). Занимает площадь 65,11 км².

## История
Во время Первой мировой войны на местном аэродроме находилась германская база военных дирижаблей с поворачивающимся вокруг своей оси ангаром. Это позволяло дирижаблям, в частности LZ 61, совершать вылеты на разведки и бомбардировки в любую погоду.